# Sarcophilus
Sarcophilus là một chi động vật có vú trong họ Dasyuridae, bộ Dasyuromorphia. Chi này được F. G. Cuvier miêu tả năm 1837. Loài duy nhất của chi này là loài Quỷ Tasmania (Ursinus harrisii Boitard, 1841).

## Hình ảnh

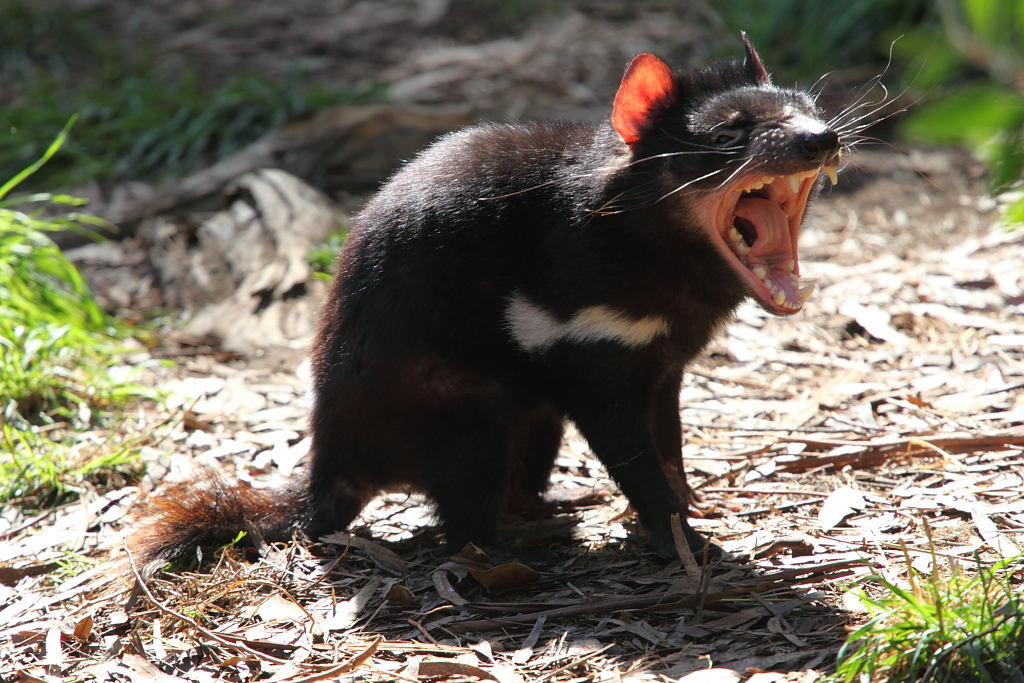
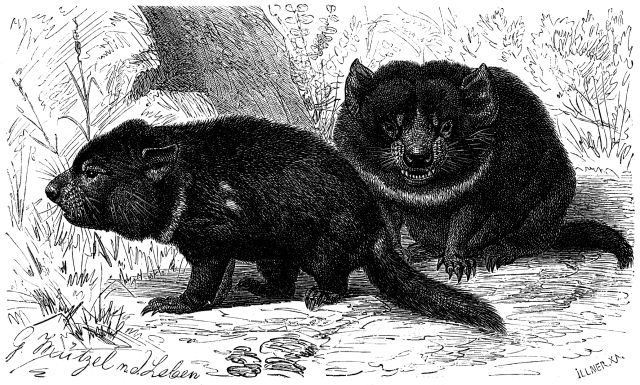
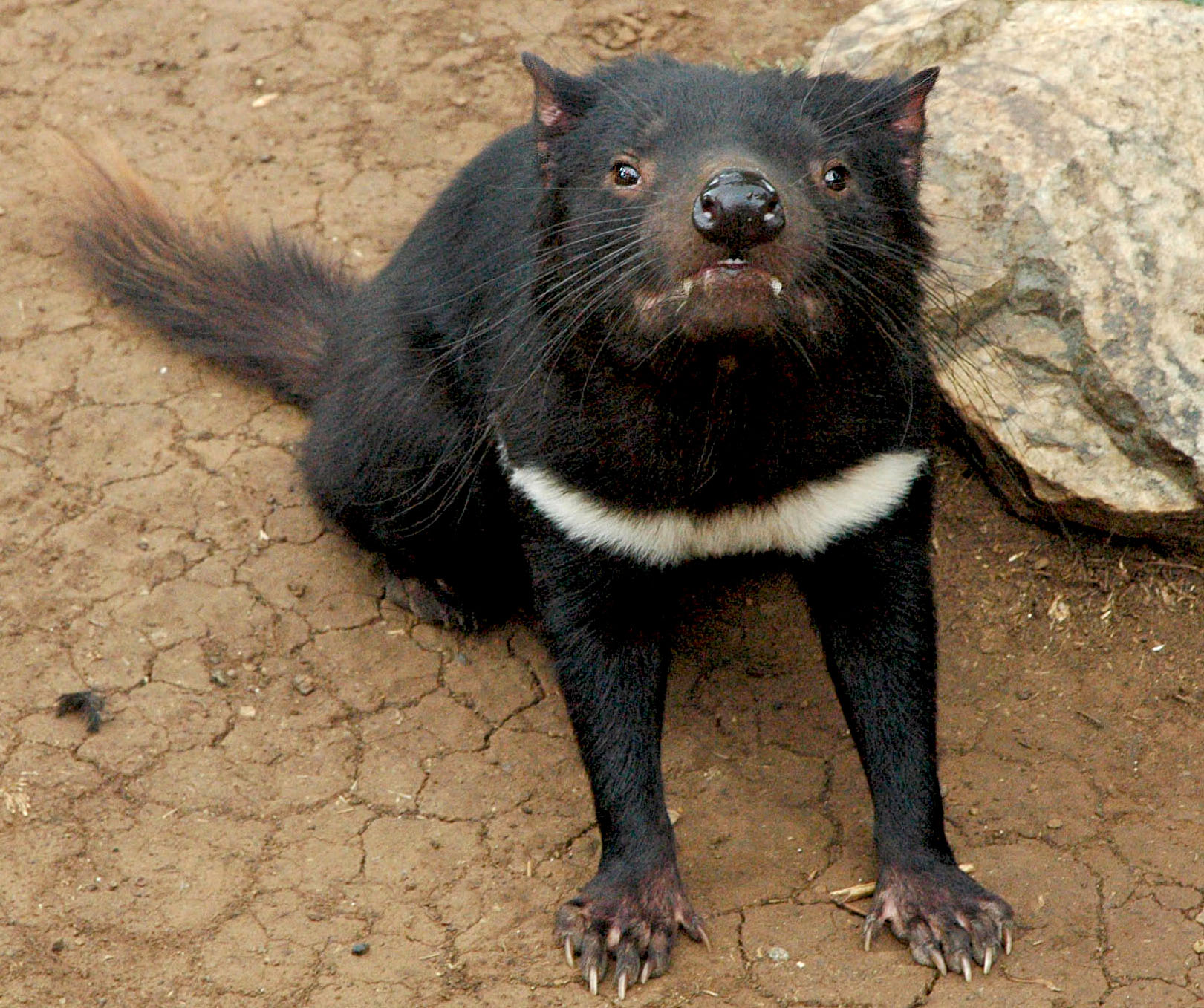
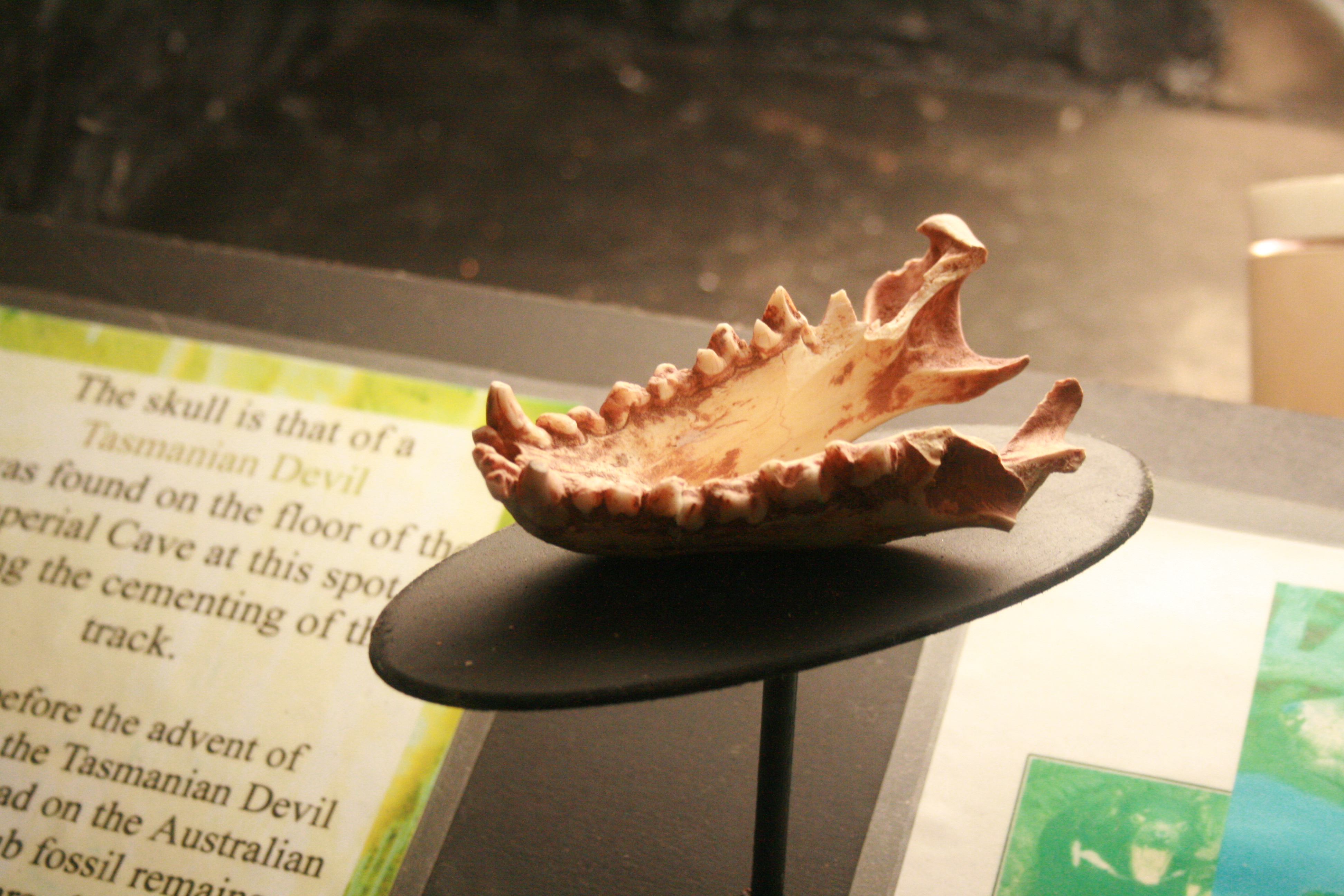

## Các loài
Có ba loài Sarcophilus. S. laniarius và S. moornaensis chỉ được biết đến từ các hóa thạch từ Pleistocene. S. laniarius lớn hơn loài S. harrisii hiện đại và còn sống sót, nặng tới 10 kg. Mối quan hệ giữa ba loài không rõ ràng; trong khi một số người đã đề xuất rằng S. harrisii có thể là một phiên bản lùn của S. laniarius, những người khác cho rằng nó là một loài hoàn toàn khác và hai loài có thể cùng tồn tại trong Pleistocen.